# Warsaw (Virginia)
Warsaw es un pueblo situado en el condado de Richmond, Virginia  (Estados Unidos). Según el censo de 2010 tenía una población de 1.512 habitantes.

## Demografía
Según el censo del 2000, Warsaw tenía 1.375 habitantes, 445 viviendas, y 233 familias. La densidad de población era de 174,6 habitantes por km².
De las 445 viviendas en un 22,5%  vivían niños de menos de 18 años, en un 39,1%  vivían parejas casadas, en un 10,8% mujeres solteras, y en un 47,6% no eran unidades familiares. En el 45,6% de las viviendas  vivían personas solas el 24,3% de las cuales correspondía a personas de 65 años o más que vivían solas. El número medio de personas viviendo en cada vivienda era de 2,01 y el número medio de personas que vivían en cada familia era de 2,81.
Por edades la población se repartía de la siguiente manera: un 13,3% tenía menos de 18 años, un 9,7% entre 18 y 24, un 28,1% entre 25 y 44, un 19,4% de 45 a 60 y un 29,5% 65 años o más.
La edad media era de 44 años.  Por cada 100 mujeres de 18 o más años  había 103,8 hombres.
La renta media por vivienda era de 28.971$ y la renta media por familia de 44.167$. Los hombres tenían una renta media de 40.052$ mientras que las mujeres 23.661$. La renta per cápita de la población era de 21.392$. En torno al 12,4% de las familias y el 16,8% de la población estaban por debajo del umbral de pobreza.

## Localidades adyacentes
El siguiente diagrama muestra a las localidades más próximas a Warsaw.